# Jakob Maria Soedher
Jakob Maria Soedher (eigentlich Ullrich-Jürgen Schönlein; * 14. Januar 1963 in Bad Königshofen im Grabfeld) ist ein deutscher Schriftsteller.

## Leben
Soedher arbeitet für Verlage, Agenturen und Magazine und hat zahlreiche Reiseführer und Bildbände veröffentlicht. Frankreich und China bildeten den Schwerpunkt seiner Veröffentlichungen als Reiseschriftsteller. Für zahlreiche Publikationen war er auch als Fotograf tätig.
Im Jahre 2005 veröffentlichte er den ersten Band seiner Krimireihe Bucher ermittelt mit dem Titel Novemberfrost. 2006 erschien der zweite Band der Reihe – Auenklang –, welcher unter dem Titel Requiem für eine Liebe auch im Aufbau Verlag erschien.
2007 startete Soedher mit dem Titel Galgeninsel die neue Krimireihe Schielins Fälle. Der Protagonist – Conrad Schielin – ist Kriminalkommissar in Lindau (Bodensee) und reflektiert die Ergebnisse seiner Ermittlungen während ausgiebiger Wanderungen mit seinem französischen Esel Ronsard.
Seit 2023 ist Soedher auch als Podcaster tätig. Sein Podcast Under Frangn befasst sich mit fränkischem Regiolekt. Der Podcast Bodensee-Magie widmet sich der weiteren Region des Bodensee mit Schwerpunkt Geschichte, Kunst und Architektur

## Bücher und Fotobände

### Als Jakob Maria Soedher

#### Reihe Kommissar Johannes Bucher
- 2005 Novemberfrost – Bucher ermittelt / Der letzte Prediger – Bucher ermittelt, Verlag Edition Hochfeld, Augsburg
- 2006 Auenklang – Bucher ermittelt, Verlag Edition Hochfeld, Augsburg
- 2009 Im Schatten des Mönchs – Bucher ermittelt, Verlag Edition Hochfeld, Augsburg
- 2013 Marienplatz de Compostela – Buchers vierter Fall, Verlag Edition Hochfeld, Augsburg

#### Reihe Kommissar Conrad Schielin
- 2007 Galgeninsel – Schielins Fälle, Verlag Edition Hochfeld, Augsburg, ISBN 978-3-9810268-5-6
- 2008 Pulverturm – Schielins Fälle, Verlag Edition Hochfeld, Augsburg, ISBN 978-3-9810268-6-3
- 2009 Heidenmauer – Schielins Fälle, Verlag Edition Hochfeld, Augsburg, ISBN 978-3-9810268-8-7
- 2010 Hexenstein – Schielins vierter Fall, Verlag Edition Hochfeld, Augsburg, ISBN 978-3-9810268-3-2
- 2011 Inselwächter – Schielins fünfter Fall, Verlag Edition Hochfeld, Augsburg, ISBN 978-3-9812820-7-8
- 2012 Hafenweihnacht – Schielins sechster Fall, Verlag Edition Hochfeld, Augsburg, ISBN 978-3-9814643-1-3
- 2014 Seebühne – Schielins siebter Fall, Verlag Edition Hochfeld, Augsburg, ISBN 978-3-9816355-0-8
- 2016 Knochenmühle – Schielins achter Fall, Verlag Edition Hochfeld, Augsburg, ISBN 978-3-9816355-8-4
- 2019 Löwenmole – Schielins neunter Fall, Verlag Edition Hochfeld, Landsberg a. Lech, ISBN 978-3-9818025-8-0
- 2021 Golgbrunnen – Schielins zehnter Fall, Verlag Edition Hochfeld, Bächingen a.d. Brenz, ISBN 978-3-948490-07-2
- 2022 Hurenschanze – Schielins elfter Fall, Verlag Edition Hochfeld, Bächingen a.d. Brenz, ISBN 978-3-948490-11-9
- 2024 Läutwerk – Schielins zwölfter Fall, Verlag Edition Hochfeld, Lindau (Bodensee), ISBN 978-3948490-12-6
- 2025 Kapitänsfriedhof – Schielins dreizehnter Fall, Verlag Edition Hochfeld, Lindau (Bodensee), ISBN 978-3-948490-06-5